# Stal Kamieńskie
Stal Kamieńskie (ukr. Футбольний клуб «Сталь» Кам'янське, Futbolnyj Kłub „Stal” Kamianśkie) – ukraiński klub piłkarski z siedzibą w mieście Kamieńskie. Założony w 1926 roku jako Metalist Kamieńskie.
Występował w rozgrywkach ukraińskiej Premier-Lihi.

## Historia
Chronologia nazw:
- 01.05.1926: Metalist Kamieńskie (ukr. «Металіст» Кам'янське)
- 1934: Dzerżynka Kamieńskie (ukr. «Дзержинка» Кам'янське)
- 1935: Reprezentacja zakładu im. Dzierżyńskiego w Kamieńskiem (ukr. збірна заводу імені Дзержинського в Кам'янському)
- 1936: Reprezentacja zakładu im. Dzierżyńskiego w Dnieprodzierżyńsku (ukr. збірна заводу імені Дзержинського в Дніпродзержинську)
- 1937: Stal Dnieprodzierżyńsk (ukr. «Сталь» Дніпродзержинськ)
- 1949: Metałurh Dnieprodzierżyńsk (ukr. «Металург» Дніпродзержинськ)
- 1994: klub rozformowano
- 1998: Stal Dnieprodzierżyńsk (ukr. «Сталь» Дніпродзержинськ)
- 2016: Stal Kamieńskie (ukr. «Сталь» Кам'янське)
- 07.2018: klub rozwiązano

Drużyna piłkarska Metalist Kamieńskie założona była w 1926 roku i reprezentowała Zakład Metalurgiczny im.Dzierżyńskiego w Kamieńskiem. W 1934 roku nazywała się Dzerżynka Dnieprodzierżyńsk, w latach 1935–1936 – Reprezentacja zakładu im.Dzierżyńskiego, od 1937 roku Stal Dnieprodzierżyńsk i od 1948 roku Metałurh Dnieprodzierżyńsk.
W latach 1936 i 1938 zespół uczestniczył w rozgrywkach Pucharu ZSRR.
W 1976 roku na bazie Metałurha zebrano najlepszych piłkarzy z innych dnieprodzierżyńskich drużyn SK Prometej i Burewisnyk. Już w 1978 roku Metałurh zwyciężył w rozrywkach Mistrzostw Ukraińskiej SRR spośród drużyn kultury fizycznej, co pozwoliło debiutować w rozgrywkach drugiej ligi Mistrzostw ZSRR, w której występował w latach 1979–1985. Najwyższe osiągnięcie to 12 miejsce w latach 1982 i 1983. W 1985 drużyna zajęła ostatnie miejsce i spadła z drugiej ligi. Później drużyna epizodycznie pojawia się w rozgrywkach republikańskich w sezonie 1989 i 1992/1993.
W roku 1994 Metałurh Dnieprodzierżyńsk faktycznie przestał istnieć.
W roku 1998 klub został odrodzony ze starą nazwą Stal Dnieprodzierżyńsk. Klub zdobył mistrzostwo obwodu dniepropietrowskiego w 2001 roku, co premiowało awansem do rozgrywek Mistrzostw Ukrainy spośród zespołów amatorskich. W tym że roku klub zdobył Puchar obwodu dniepropietrowskiego. W 2001 roku zgłosił się też do rozgrywek w Drugiej Lidze i otrzymał status profesjonalny.
Od sezonu 2001/02 występował w Drugiej Lidze. W 2004 został zwycięzcą i awansował do Pierwszej Lihi, w której występował od sezonu 2004/05. W 2008 roku klub zajął ostatnie 20 miejsce i spadł do Drugiej Lihi.
Od sezonu 2008/09 występował w Drugiej Lidze. W 2014 zajął drugie miejsce i awansował do Pierwszej Lihi. W następnym sezonie uplasował się na drugiej pozycji i po fuzji w czerwcu 2015 z wyższoligowym Metałurhiem Donieck awansował do Premier-lihi. Jednak przepisy ligi nie pozwolili bezpośrednio zając miejsce donieckiego klubu, dlatego Metałurh najpierw ogłosił o rezygnacji z występów oraz bankuctwie, a dopiero wtedy Stal zajęła miejsce Metałurha w Premier-lidze.
Od sezonu 2015/16 występuje w Ukraińskiej Premier-Lidze.
19 maja 2016 Rada Najwyższa Ukrainy przywróciła historyczną nazwę miasta, w związku z czym klub również zmienił nazwę na Stal Kamieńskie.
Po zakończeniu sezonu 2017/18, w którym klub zajął ostatnie 12.miejsce i pożegnał się z rozgrywkami na najwyższym poziomie władze klubu postanowili przenieść siedzibę do podkijowskiej miejscowości Bucza. 27 czerwca 2018 klub zmienił nazwę na Feniks Bucza. Ale już w lipcu 2018 roku klub został rozwiązany.

## Sukcesy

### Trofea krajowe
Ukraina
| \| \| Zdobyte trofea w rozgrywkach Ukrainy (stan na: 14-06-2015) \| |                                                            |      |          |
| Rozgrywki                                                           | Osiągnięcie                                                | Razy | Sezon(y) |
| · Mistrzostwo                                                       | I miejsce                                                  | 0    |          |
| · Mistrzostwo                                                       | II miejsce                                                 | 0    |          |
| · Mistrzostwo                                                       | III miejsce                                                | 0    |          |
| · Mistrzostwo                                                       | 8.miejsce                                                  | 1    | 2016     |
| Puchar                                                              | zdobywca                                                   | 0    |          |
| Puchar                                                              | finalista                                                  | 0    |          |
| Puchar                                                              | 1/4 finału                                                 | 1    | 2007     |
| II liga                                                             | I miejsce                                                  | 0    |          |
| II liga                                                             | II miejsce                                                 | 1    | 2015     |
| II liga                                                             | III miejsce                                                | 0    |          |
| Ukraina                                                             | Zdobyte trofea w rozgrywkach Ukrainy (stan na: 14-06-2015) |      |          |

ZSRR
| \| \| Zdobyte trofea w rozgrywkach Związku Radzieckiego (stan na: 1-01-1992) \| |                                                                        |      |            |
| Rozgrywki                                                                       | Osiągnięcie                                                            | Razy | Sezon(y)   |
| Mistrzostwo                                                                     | I miejsce                                                              | 0    |            |
| Mistrzostwo                                                                     | II miejsce                                                             | 0    |            |
| Mistrzostwo                                                                     | III miejsce                                                            | 0    |            |
| Puchar                                                                          | zdobywca                                                               | 0    |            |
| Puchar                                                                          | finalista                                                              | 0    |            |
| Puchar                                                                          | 1/64 finału                                                            | 2    | 1936, 1938 |
| II liga                                                                         | I miejsce                                                              | 0    |            |
| II liga                                                                         | II miejsce                                                             | 0    |            |
| II liga                                                                         | III miejsce                                                            | 0    |            |
|                                                                                 | Zdobyte trofea w rozgrywkach Związku Radzieckiego (stan na: 1-01-1992) |      |            |

### Inne osiągnięcia
- Wtoraja Liga ZSRR (strefa 6):
  - 12 miejsce (1x): 1982, 1983

- Druha Liha Ukrainy:
  - mistrz (1x): 2004 (grupa W)
  - wicemistrz (1x): 2014

## Stadion
Od 1933 klub rozgrywa swoje mecze domowe na stadionie Metałurh, który może pomieścić 2 900 widzów i ma wymiary 104 × 68 metrów. W latach 1926–1930 klubowym stadionem był stadion im. 1 Maja obok Klubu im. K.Libknechta.

## Trenerzy od lat 50.
...
- 1951–1952:  Iwan Jerochin

...
- 1978:  Jurij Orłow i Hennadij Szmuryhin
- 1979:  Wołodymyr Bahdasarow

...
- 05.04.1980–09.05.1980:  Anatolij Kroszczenko
- 09.05.1980–04.06.1980:  Wołodymyr Bahdasarow
- 05.06.1980–08.08.1981:  Jewhen Piestow
- 09.08.1981–20.10.1981:  Jurij Orłow
- 1982–1984:  Ołeksij Rastorhujew
- 1985:  Wołodymyr Manżełej

...
- 03.1988–08.1988:  Wiktor Kuczma
- 09.1988–11.1988:  Hennadij Szmuryhin

...
- 1991:  Ołeksandr Berkowski
- 1992–07.1993:  Borys Podorożniak

...
- 2000–06.2002:  Wiktor Kuznecow
- 07.2002–11.2002:  Jurij Hulajew
- 03.2003–06.2003:  Ołeksij Czystiakow
- 07.2003–11.2003:  Ihor Sirosztan
- 03.2004–06.2005:  Ołeksandr Sewidow
- 07.2005–18.08.2006:  Wiktor Masłow
- 19.08.2006–09.11.2006:  Jurij Pohrebniak
- 12.11.2006–05.08.2007:  Serhij Diriawka
- 06.08.2007–03.09.2007:  Ołeksandr Szczerbakow
- 04.09.2007–09.04.2008:  Wiktor Masłow
- 10.04.2008–05.05.2008:  Wadym Łazorenko
- 05.05.2008–22.06.2008:  Jurij Martyniuk
- 22.06.2008–14.08.2008:  Wazhen Manasian
- 14.08.2008–2008:  Andrij Seweryn
- 2009–12.04.2009:  Ołeksandr Czerwony
- 12.04.2009–06.09.2009:  Andrij Seweryn
- 08.09.2009–30.08.2010:  Serhij Zadorożny
- 30.08.2010–19.08.2012:  Wiktor Masłow
- 19.08.2012–01.2013:  Andrij Huzenko
- 07.02.2013–16.01.2016:  Wołodymyr Maziar
- 16.01.2016–10.08.2016:  Erik van der Meer
- 10.08.2016–28.08.2016:  Joop Gall (p.o.)
- 28.08.2016–11.01.2017:  Joop Gall
- 15.01.2017–06.06.2017:  Leanid Kuczuk
- 25.06.2017–24.09.2017: / Jegisze Melikian (p.o.)
- 28.09.2017–09.07.2018:  Nikołaj Kostow

## Inne
- Burewisnyk Dnieprodzierżyńsk
- Budiwelnyk Dnieprodzierżyńsk
- Prometej Dnieprodzierżyńsk
- SK Prometej Dnieprodzierżyńsk